# Biotopo Delta del Valsura
Biotopo Delta del Valsura este o arie protejată (arie specială de conservare — SAC, sit de importanță comunitară — SCI, arie de protecție specială avifaunistică — SPA) din Italia întinsă pe o suprafață de 33 ha, integral pe uscat.

## Localizare
Centrul sitului Biotopo Delta del Valsura este situat la coordonatele 46°37′42″N 11°10′39″E / 46.6283°N 11.1775°E.

## Înființare
Situl Biotopo Delta del Valsura a fost declarat sit de importanță comunitară în septembrie 1995 pentru a proteja 34 de specii de animale. Alte tipuri de protecție:
- arie de protecție specială avifaunistică (în august 2000)[3]
- arie specială de conservare (în noiembrie 2016)[2][4][5]

## Biodiversitate
Situată în ecoregiunea alpină, aria protejată conține 3 habitate naturale: Păduri aluvionare cu Alnus glutinosa și Fraxinus excelsior (Alno-Padion, Alnion incanae, Salicion albae), Lacuri eutrofice naturale cu vegetație de tip Magnopotamion sau Hydrocharition, Râuri de munte și vegetația erbacee de pe malurile acestora.
La baza desemnării sitului se află mai multe specii protejate:
- păsări (28): pescăruș albastru (Alcedo atthis), rață sulițar (Anas acuta), rață pitică (Anas crecca), egretă mare (Ardea alba), stârc roșu (Ardea purpurea), stârc galben (Ardeola ralloides), rață-cu-cap-castaniu (Aythya ferina), bătăuș (Calidris pugnax), erete de stuf (Circus aeruginosus), gușă vânătă (Cyanecula svecica), egretă mică (Egretta garzetta), găinușă de baltă (Gallinula chloropus), stârc pitic (Ixobrychus minutus), pescăruș râzător (Larus ridibundus), rață fluierătoare (Mareca penelope), rață pestriță (Mareca strepera), stârc de noapte (Nycticorax nycticorax), vultur pescar (Pandion haliaetus), viespar (Pernis apivorus), ciocănitoare verzuie (Picus canus), cristei de baltă (Rallus aquaticus), Spatula clypeata, rață cârâitoare (Spatula querquedula), fluierar negru (Tringa erythropus), fluierar de mlaștină (Tringa glareola), fluierarul cu picioare roșii (Tringa totanus), sturz-cântător (Turdus philomelos), sturz (Turdus pilaris)
- mamifere (2): liliac comun (Myotis myotis), liliacul mic cu potcoavă (Rhinolophus hipposideros)
- pești (4): Barbus plebejus, zglăvoacă (Cottus gobio), Lethenteron zanandreai, Salmo marmoratus

Pe lângă speciile protejate, pe teritoriul sitului au mai fost identificate 7 specii de plante, 16 specii de păsări, 1 specie de amfibieni, 9 specii de mamifere, 1 specie de pești, 5 specii de reptile.